# Calle de las Conchas
La calle de las Conchas es una vía pública de la ciudad española de Segovia.

## Descripción
La vía discurre desde la calle de José Zorrilla hasta la de Cantarranas. Debe el título a unas conchas que había en el escudo heráldico de la primera casa. Aparece descrita en Las calles de Segovia (1918) de Mariano Sáez y Romero con las siguientes palabras:

Conchas.—Se halla comprendida entre las calles de José Zorrilla y la de Miraflores. La primera casa de esta calle, entrando por el Mercado, ostenta un saliente escudo heráldico de piedra con una cruz y cinco conchas esculpidas y que es lo que ha dado nombre a la calle. Esta casa era la del rico labrador del Mercado D. Diego de Riofrío, comunero y personaje histórico, pues fué el que estuvo entre la «muerte y la vida» como veremos al tratar de esta calle. Es calle en pendiente, sin importancia y, como del arrabal, su caserío y urbanización son muy medianos.
(Sáez y Romero, 1918, p. 41)